# Южноозёрное
 Южноозёрное (до 1948 года Тайга́н; укр. Южноозерне, крымскотат. Tayğan, Тайгъан) — исчезнувшее село в Белогорском районе Республики Крым, на территории Зеленогорского сельсовета. Располагалось в центре района, в пределах Внутренней гряды Крымских гор, в средней части долины реки Биюк-Карасу, примерно в 3,5 км к юго-востоку от современного села Новоклёново.

## История
Первое документальное упоминание села встречается в Камеральном Описании Крыма… 1784 года, судя по которому, в последний период Крымского ханства в Карасубазарский кадылык Карасубазарского каймаканства входили 2 деревни: Бьюк Тайган и просто Тайган (возможно — приходы-маале одной деревни). После присоединения Крыма к России (8) 19 апреля 1783 года, (8) 19 февраля 1784 года, именным указом Екатерины II сенату, на территории бывшего Крымского Ханства была образована Таврическая область и деревня была приписана к Симферопольскому уезду. После Павловских реформ, с 1796 по 1802 год, входила в Акмечетский уезд Новороссийской губернии. По новому административному делению, после создания 8 (20) октября 1802 года Таврической губернии, Ашага-Тайган был включён в состав Аргинской волости Симферопольского уезда.
По Ведомости о всех селениях в Симферопольском уезде состоящих с показанием в которой волости сколько числом дворов и душ… от 9 октября 1805 года в деревне Ашага-Тайган числилось 26 дворов и 131 житель, все — крымские татары. Затем, видимо, вследствие эмиграции крымских татар в Турцию, деревня значительно опустела и на военно-топографической карте генерал-майора Мухина 1817 года обозначены вместе Юхары-Тайган и просто Тайган с 12 дворами. После реформы волостного деления 1829 года Ашага-Тайган, согласно «Ведомости о казённых волостях Таврической губернии 1829 года», остался в составе преобразованной Аргинской волости. На карте 1842 года деревня Ашага-Тайган обозначена условным знаком «малая деревня», то есть, менее 5 дворов.
В 1860-х годах, после земской реформы Александра II, деревню приписали к Зуйской волости. В «Списке населённых мест Таврической губернии по сведениям 1864 года», составленном по результатам VIII ревизии 1864 года, Ашага-Тайган — владельческая татарско-русская деревня с 13 дворами, 79 жителями и мечетью при фонтане. По обследованиям профессора А. Н. Козловского начала 1860-х годов, в селении «имеются в изобилии родники и горные ручейки», также были колодцы с пресной водой глубиной не более 3—5 саженей (6—10 м). На трёхверстовой карте Шуберта 1865—1876 года деревня Ашага-Тайган помечена ещё как и Юхары-Тайган и обозначено 13 дворов. В «Памятной книге Таврической губернии 1889 года», по результатам Х ревизии 1887 года, записан Ашага Тайган с 33 дворами и 171 жителем.
После земской реформы 1890-х годов деревня осталась в составе преобразованной Зуйской волости. Согласно «…Памятной книжке Таврической губернии на 1892 год», в деревне Ашага-Тайган, входившей в Аргинское сельское общество, было 7 жителей в 2 домохозяйствах, на 3 десятинах общинной земли и 93 жителя в 10 домохозяйствах — безземельные. На подробной карте 1893 года в деревне обозначено 29 дворов с татарским населением По «…Памятной книжке Таврической губернии на 1902 год» в деревне Ашага-Тайган, входившей в Аргинское сельское общество, числилось 7 жителей в 2 домохозяйствах. По Статистическому справочнику Таврической губернии. Ч.II-я. Статистический очерк, выпуск шестой Симферопольский уезд, 1915 год, в деревне Ашага-Тайган Зуйской волости Симферопольского уезда числилось 18 дворов с татарским населением в количестве 83 человек приписных жителей и 9 — «посторонних», из которых 45 мужчин и 38 женщин. Жители владели 3 десятинами земли. В хозяйствах имелось 40 лошадей, 26 волов, 18 коров и 180 голов мелкого скота.
После установления в Крыму Советской власти, по постановлению Крымревкома от 8 января 1921 года была упразднена волостная система и село вошло в состав вновь созданного Карасубазарского района Симферопольского уезда, а в 1922 году уезды получили название округов. 11 октября 1923 года, согласно постановлению ВЦИК, в административное деление Крымской АССР были внесены изменения, в результате которых округа ликвидировались, Карасубазарский район стал самостоятельной административной единицей и село включили в его состав. Согласно Списку населённых пунктов Крымской АССР по Всесоюзной переписи 17 декабря 1926 года, в селе Ашага-Тайган, в составе упразднённого к 1940 году Тобен-Элинского сельсовета Карасубазарского района, числилось 43 двора, все крестьянские, население составляло 196 человек, из них 131 татарин, 32 русских, 33 грека. В период оккупации Крыма, 17 и 18 декабря 1943 года, в ходе операций «7-го отдела главнокомандования» 17 армии вермахта против партизанских формирований, была проведена операция по заготовке продуктов с массированным применением военной силы, в результате которой село Тайган было сожжено и все жители вывезены в Дулаг 241.
Вскоре после освобождения Крыма, согласно Постановлению ГКО № 5859 от 11 мая 1944 года, все крымские татары были депортированы в Среднюю Азию. А уже 12 августа 1944 года было принято постановление № ГОКО-6372с «О переселении колхозников в районы Крыма», по которому в район из Курской и Тамбовской областей РСФСР в район переселялись 8100 семей колхозников. Видимо, в послевоенное время за селом, ввиду ликвидации второго Тайгана — Юхары, закрепилось название просто Тайган, поскольку в указе Президиума Верховного Совета РСФСР, от 18 мая 1948 года, о переименовании фигурирует Тайган, ставший Южноозёрным. Время включения в состав Зеленогорского сельсовета пока не установлено: на 15 июня 1960 года село уже числилось в его составе. Село упразднили между 1968 и 1977 годами.

### Динамика численности населения
| - 1805 год — 131 чел. - 1864 год — 79 чел. - 1889 год — 171 чел. - 1892 год — 100 чел. | - 1902 год — 7 чел. - 1915 год — 83/9 чел. - 1926 год — 193 чел. |